# Michał Szpak
Michał Jakub Szpak (ur. 26 listopada 1990 w Jaśle) – polski piosenkarz i autor tekstów piosenek wykonujący muzykę inspirowaną brzmieniem z lat 80. i 90. XX wieku, z pogranicza popu, rocka, pop-rocka, rocka symfonicznego i ballady. Niektóre piosenki artysty są również nagrane w stylu pop opery, jazzu, muzyki akustycznej, klasycznej i elektronicznej.
Zdobywca drugiego miejsca w programie talent show TVN X-Factor (2011). Zwycięzca Festiwalu Piosenki Rosyjskiej z utworem „Oczy czarne” (2013). Laureat nagrody SuperPremiery na 52. Krajowym Festiwalu Piosenki Polskiej w Opolu, nagrody w kategorii SuperArtysta oraz Grand Prix Złote Opole 2016 na 53. KFPP i statuetki Bursztynowego Słowika na Top of the Top Sopot Festival 2022. Reprezentant Polski w 61. Konkursie Piosenki Eurowizji (2016).

## Życiorys

### Rodzina i edukacja
Jest synem Grażyny (1965–2015) i Andrzeja Szpaków. Urodził się w rodzinie o muzycznych tradycjach: ojciec śpiewał w chórze, a matka śpiewała i grała na gitarze. Ma dwoje starszego rodzeństwa: brata Damiana (ur. 1986) i siostrę Marlenę (ur. 1986) oraz młodszą siostrę Ewę (ur. 1999).
Gdy miał dziewięć lat, zadebiutował na scenie występem w Domu Kultury w Jaśle podczas konkursu na pastorałki, na którym zdobył nagrodę. Następnie dołączył do lokalnego chóru, a w okresie gimnazjalnym na trzy lata przerwał występy wokalne z powodu mutacji głosu. Uczęszczał do liceum w Zespole Szkół w Jaśle, po roku przeniósł się do Liceum Ogólnokształcącego im. Marii Skłodowskiej-Curie w Kołaczycach. W czasach licealnych był wokalistą heavymetalowego zespołu Whiplash, w którym występował z przyjacielem Kamilem Czaplą. Bez powodzenia zdawał egzaminy na Wydział Piosenkarski Państwowej Szkoły Muzycznej im. Fryderyka Chopina w Warszawie. Odmówiono mu przyjęcia ze względu na ubiór i makijaż (zdaniem egzaminatorów było to bowiem szokujące).
Studiował psychologię.

### 2011–2014:X Factor, minialbumXI

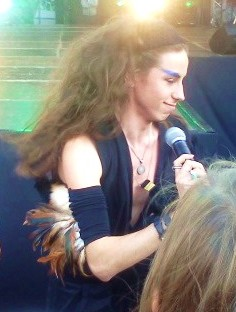
Szpak w Galerii Port Łódź (2011)

Wiosną 2011 wziął udział w przesłuchaniach do pierwszej edycji talent show TVN X Factor. Jego androgyniczny wygląd wzbudził dezaprobatę oraz lekceważące podejście widzów oraz części jury podczas występu przed jurorami, ale po wykonaniu piosenki „Dziwny jest ten świat” z repertuaru Czesława Niemena otrzymał od publiczności owacje na stojąco. Dzięki wsparciu jurorów przeszedł do etapu odcinków na żywo i ostatecznie dotarł do finału, który został rozegrany 5 czerwca i w którym zajął drugie miejsce w głosowaniu telewidzów. 18 czerwca wystąpił podczas czwartej edycji Orange Warsaw Festival, a w lipcu zagrał jako support przed koncertem Suzanne Vegi w Rzeszowie. Jesienią uczestniczył w 13. edycji programu rozrywkowego TVN Taniec z gwiazdami (2011). Pod koniec roku wydał debiutancki minialbum studyjny pt. XI, który promował singlami „Po niebo” i „Rewolucja”. 7 grudnia zaśpiewał w finale drugiej edycji programu TVN Top Model. Zostań modelką.
1 czerwca 2012 zaśpiewał utwór Czesława Niemena „Płonąca stodoła” w koncercie Szalone lata 60. na 49. KFPP w Opolu. 31 grudnia był jedną z gwiazd koncertu sylwestrowego TVP2 „60 przebojów – 60 lat TVP” we Wrocławiu. 17 sierpnia 2013, dzięki wykonaniu piosenki „Oczy czarne”, zwyciężył na Festiwalu Piosenki Rosyjskiej w Zielonej Górze, w nagrodę otrzymując Złoty Samowar i czek na 50 tys. złotych. W listopadzie uczestniczył w jednym z odcinków programu Ugotowani. 8 czerwca 2014 zaśpiewał piosenkę „Jednego serca” podczas koncertu „25 lat! Wolność kocham i rozumiem” w ramach 51. Krajowego Festiwalu Piosenki Polskiej w Opolu.

### 2015–2017:Byle być sobą
W kwietniu 2015 wydał singiel „Real Hero”, który zwiastował swój debiutancki album długogrający. W tym czasie był gościem w jednym z odcinków programu Project Runway. 12 czerwca opublikował polskojęzyczną wersję „Real Hero” – „Jesteś bohaterem”, z którą 13 czerwca wygrał konkurs „SuperPremiery” podczas 52. KFPP w Opolu. 23 października wydał teledysk do utworu „Byle być sobą”, a 13 listopada premierę miał jego album pt. Byle być sobą, który zadedykował zmarłej matce. Wydawnictwo uplasowało się na pierwszym miejscu na oficjalnej liście sprzedaży i uzyskało status podwójnej platynowej płyty, sprzedając się w nakładzie przekraczającym 60 tys. egzemplarzy. 31 grudnia uświetnił występem plenerowy koncert sylwestrowy organizowany na Rynku w Krakowie. W styczniu 2016 wziął udział w nagraniach programu Agent – Gwiazdy, w którym zajął dziesiąte miejsce

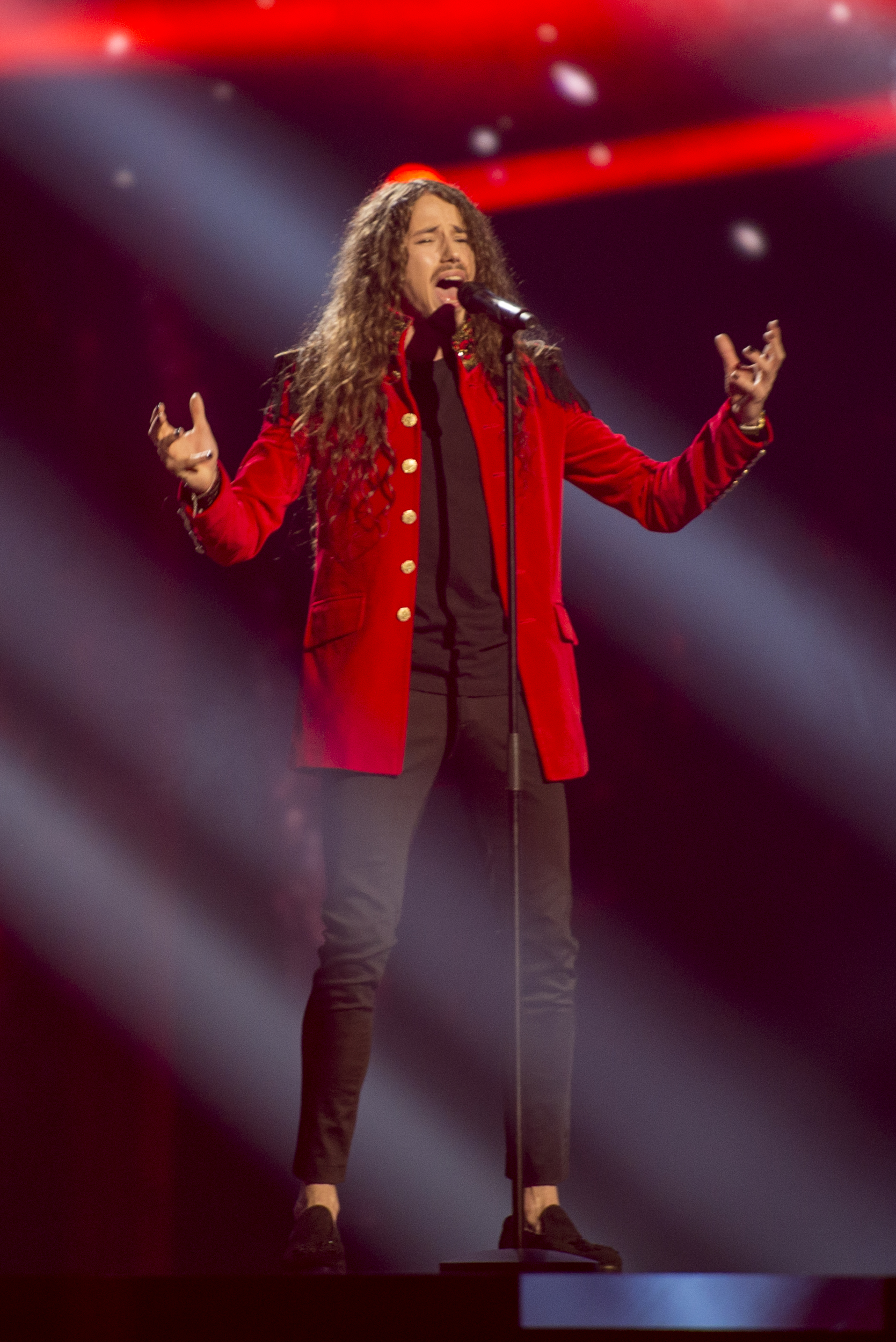
Szpak podczas 61. Konkursu Piosenki Eurowizji w Sztokholmie (2016)

W czerwcu 2015 wyraził chęć wzięcia udziału w Konkursie Piosenki Eurowizji. W grudniu opublikował teledysk do piosenki „Such Is Life”, która miała być jego eurowizyjną propozycją wysłaną do Telewizji Polskiej. Ostatecznie do selekcji zgłosił się z piosenką „Color of Your Life”, z którą zakwalifikował się do finału krajowych eliminacji. 5 marca 2016 wystąpił w finale i zajął pierwsze miejsce (po zdobyciu 35,89% poparcia telewidzów), zostając reprezentantem Polski w 61. Konkursie Piosenki Eurowizji organizowanym w Sztokholmie. Następnie wziął udział w kilku koncertach promocyjnych: Eurovision in Concert w Amsterdamie, Israel Calling w Tel Awiwie i London Eurovision Party w Londynie. 14 maja, pomyślnie przechodząc przez półfinał, wystąpił w finale Eurowizji 2016 i zajął w nim ósme miejsce po zdobyciu 229 punktów, w tym 7 pkt od jurorów (25. miejsce) i 222 pkt od widzów (3. miejsce). W czerwcu wystąpił podczas 53. Krajowego Festiwalu Piosenki Polskiej w Opolu, na którym odebrał tytuł „SuperArtysty Roku” (za singiel „Byle być sobą”) i zdobył Grand Prix Opola za wykonanie utworu „Jesteś bohaterem” w koncercie „Złote Opole”. Następnie wystąpił w koncercie „ABBA – miłosna opowieść symfoniczna” podczas Life Festival Oświęcim 2016. Poza tym użyczył głosu jednego z bohaterów serialu SpongeBob Kanciastoporty. Latem wyruszył w wielotygodniową trasę koncertową po miastach nadbałtyckich, poza tym wziął udział w serii koncertów „Morze Przebojów! Koszalin” (transmitowanych przez TVN) i „Muzyczne hity Teleexpressu” (produkowanego przez TVP1). Jesienią wystąpił podczas szóstej edycji festiwalu Eurovision Live Concert w Setúbalu, a w październiku – zagrał koncert w Aarhus. W październiku podczas koncertu na warszawskim Torwarze odebrał certyfikat platynowej płyty za album pt. Byle być sobą. W listopadzie wystąpił podczas 24. Rock & Chanson Festival w Kolonii, na przyjęciu z okazji 10-lecia Polskiego Radia Londyn w londyńskim klubie „O2 Shepherd’s Bush Empire” i na koncercie w klubie „Opium Room” w Dublinie. W grudniu wystąpił w łódzkiej Atlas Arenie w ramach projektu „Queen Symfonicznie”.

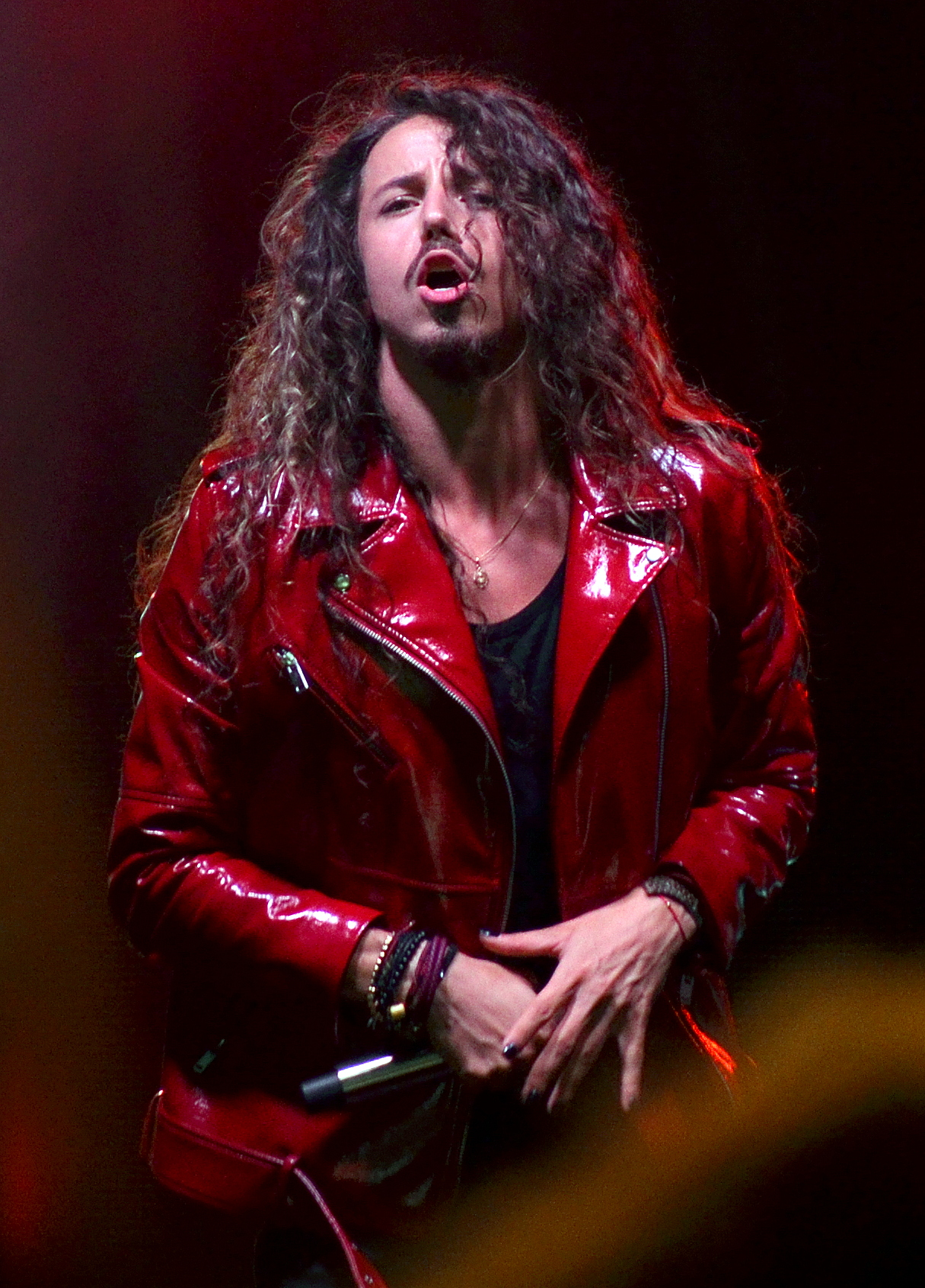
Szpak w Bielsku-Białej (2017)

Od początku 2017 nieustannie koncertował. W styczniu zaśpiewał w trakcie 25. finału WOŚP w Koninie, wystąpił też podczas Poznańskiego Koncertu Noworocznego w Sali Ziemi i w ramach cyklu koncertów noworocznych w kościele pw. Trójcy Przenajświętszej w Rybniku-Popielowie. W marcu wystąpił obok zespołu Omega na koncercie z okazji Dni Przyjaźni Polsko-Węgierskiej w Piotrkowie Trybunalskim, gdzie pojawili się prezydenci obu krajów. W kwietniu zagrał koncert w Brukseli. Zagrał również dwa koncerty z big-bandem emBand z Jaworzna, przy czym jeden odbył się podczas Summer Music Festival 2017 w Kopalni Soli w Wieliczce. Latem, poza koncertami plenerowymi, np. w czasie trasy Lata z radiem, udał się ponownie w nadmorską trasę Color of Your Life. W maju wystąpił podczas koncertu platynowego w ramach Sopot Hit Festiwal. W czerwcu wydał teledysk do singla „Tic Tac Clock” oraz został ogłoszony jednym z trenerów ósmej edycji programu TVP2 The Voice of Poland. W sierpniu zaśpiewał na Top of the Top Sopot Festival 2017. 25 listopada w finale programu The Voice of Poland zaprezentował premierowo utwór „Don’t Poison Your Heart” w duecie ze swoją podopieczną, Martą Gałuszewską, która ostatecznie zwyciężyła w głosowaniu telewidzów. 31 grudnia był jedną z gwiazd koncertu „Sylwester z Dwójką” w Zakopanem.

### Od 2018:DreameriNadwiślański mrok
W 2018 odbył trasę koncertową Classica Tour z gościnnym udziałem siostry, sopranistki Marleny Szpak. Trasa, która liczyła ponad 20 występów w filharmoniach i teatrach, zakończyła się 28 kwietnia koncertem w Chicago z gościnnym udziałem „Paderewski Symphony Orchestra”. Ponadto został trenerem w dziewiątej edycji The Voice of Poland, a 7 września wydał drugi album studyjny pt. Dreamer, z którym zadebiutował na pierwszym miejscu ogólnopolskiej listy sprzedaży OLiS. Na początku 2019 za album odebrał certyfikat złotej płyty ZPAV. Pozostałymi singlami z płyty zostały piosenki: „King of the Season”, „Rainbow” i „Dreamer (Thanks To You My Friends)”. Następnie wyruszył w trasę promocyjną Dreamer Tour, obejmującą występy w filharmoniach i teatrach muzycznych w Polsce i Chicago, Nowym Jorku i Wiedniu. W grudniu wystąpił podczas transmitowanego przez telewizję TVN koncertu „Muzyka Wolności” w Poznaniu z okazji stulecia powstania wielkopolskiego oraz wystąpił podczas „Sylwestrowej mocy przebojów” transmitowanej przez Polsat. W styczniu 2019 ogłoszono, że użyczy głosu jednej z postaci w filmie animowanym Lego: Przygoda 2. W maju zaśpiewał w Tauron Arenie podczas 12. Festiwalu Muzyki Filmowej w Krakowie w koncercie „Magia muzyki – koncert Disneya”, a także podczas finałowego koncertu „Narodowe Granie. Wiwat Moniuszko!” podczas obchodów Roku Moniuszkowskiego pod patronatem Kancelarii Prezydenta RP. Pod koniec miesiąca wystąpił jako gość muzyczny i prowadzący koncert platynowy Polsat SuperHit Festiwal 2019, a podczas festiwalu odebrał także certyfikat podwójnej platynowej płyty za sprzedaż albumu Byle być sobą. W czerwcu wystąpił podczas koncertu „Polskę kocham. 30 lat wolności” w Gdańsku i festiwalu „Serca bicie” poświęconego Andrzejowi Zausze. W lipcu potwierdzono, że będzie trenerem w 10. edycji programu The Voice of Poland. W sierpniu podczas festiwalu Top of the Top Sopot Festival 2019 złożył hołd zmarłej wokalistce Korze, wykonując m.in. piosenkę grupy Maanam „Raz dwa, raz dwa”. W październiku wziął udział w koncercie „Niemen inaczej”. Jesienią odbył trasę koncertową The Moon Tour, której tematem przewodnim był problem katastrofy ekologicznej.
W styczniu 2020 pojawił się w telewizyjnych spotach promujących Fundację Polsat i wystąpił podczas koncertu charytatywnego Artyści dla Mai w klubie „Stodoła” w Warszawie. W lutym zasiadł w komisji jurorskiej wyłaniającej reprezentanta Polski w 65. Konkursie Piosenki Eurowizji. W maju z inicjatywy Anny Dymnej nagrał z grupą innych wykonawców piosenkę „Mimo wszystko”, będącą hołdem dla ludzi walczących o zdrowie innych w dobie pandemii COVID-19. W tym samym miesiącu wziął udział w projekcie Kayaxu pt. Music for Queens and Queers, nagrywając utwór „Zanim” w duecie z Barbarą Wrońską. Jesienią powrócił w charakterze trenera w 11. edycji programu The Voice of Poland. We wrześniu wystąpił podczas koncertu Polsatu Solidarni z Białorusią. W październiku nagrał z Pawłem Swiernalisem protest song „Polska to kobieta” popierający manifestacje przeciwko zaostrzeniu przepisów dotyczących aborcji. Wykonali go podczas performance Dziady wystawionego podczas protestów. W listopadzie wziął udział w nagraniu utworu „Moje ciało, mój wybór” inspirowanego tymi wydarzeniami. W grudniu wystąpił na koncercie „Kolędy z Białegostoku”, który odbył się w Pałacu Branickich, emitowanym w wigilię przez TVN, TVN7 i TVN24, oraz wystąpił podczas sylwestrowego koncertu telewizji Polsat Sylwestrowa Moc Przebojów. W lutym 2021 wystąpił podczas koncertu Walentynki z Polsatem.

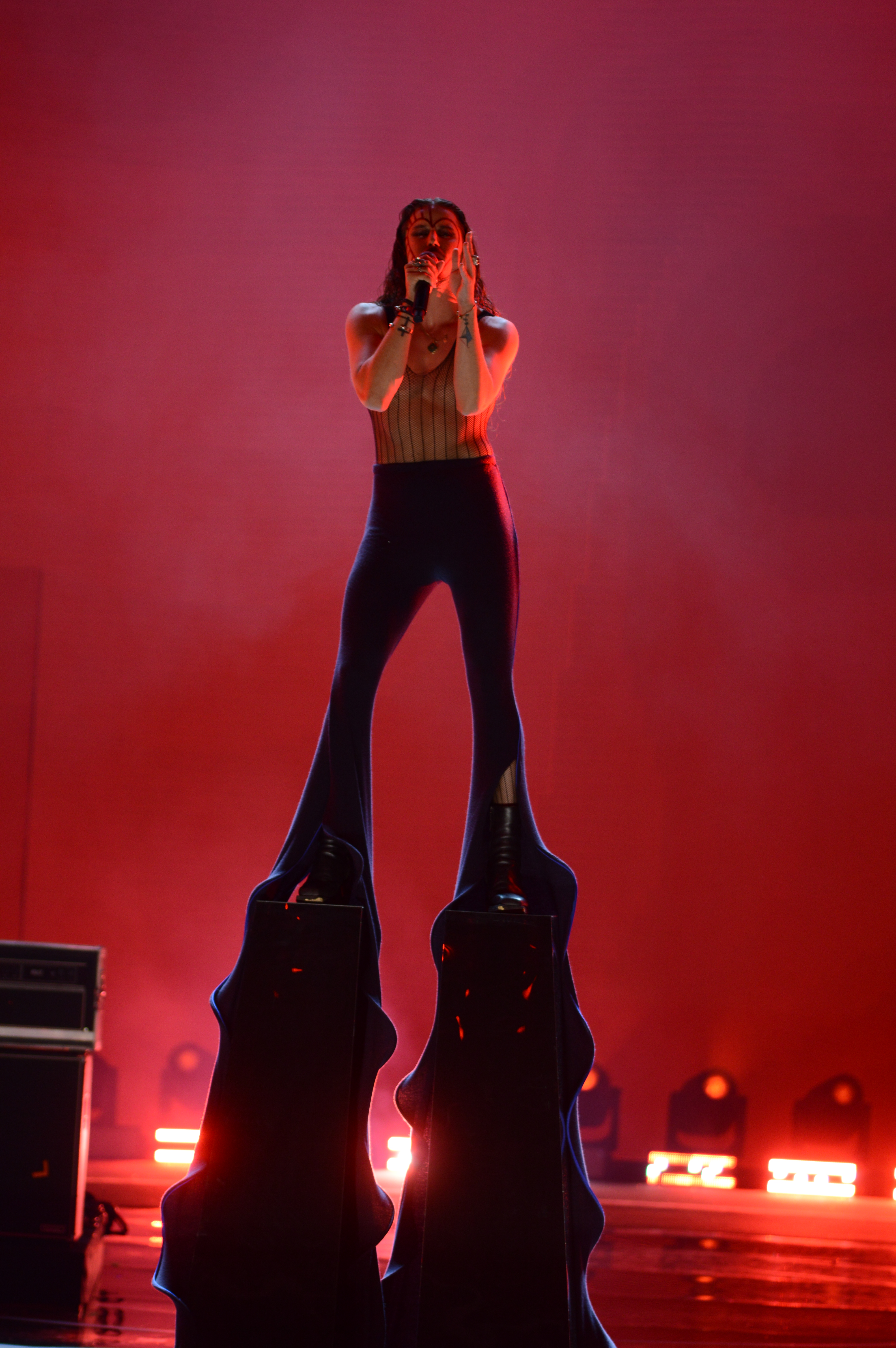
Szpak na Top of the Top Sopot Festival 2022

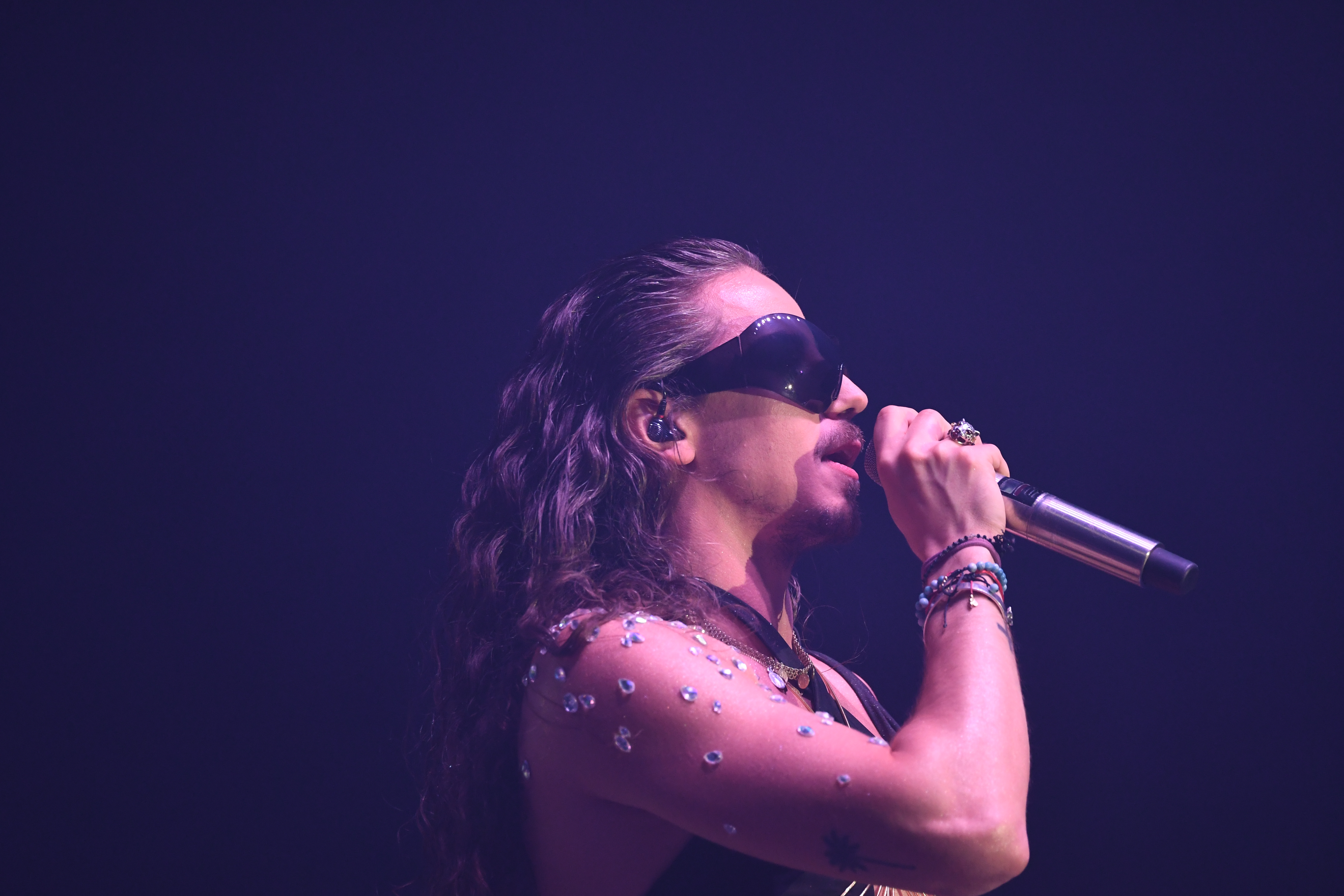
Szpak (2023)

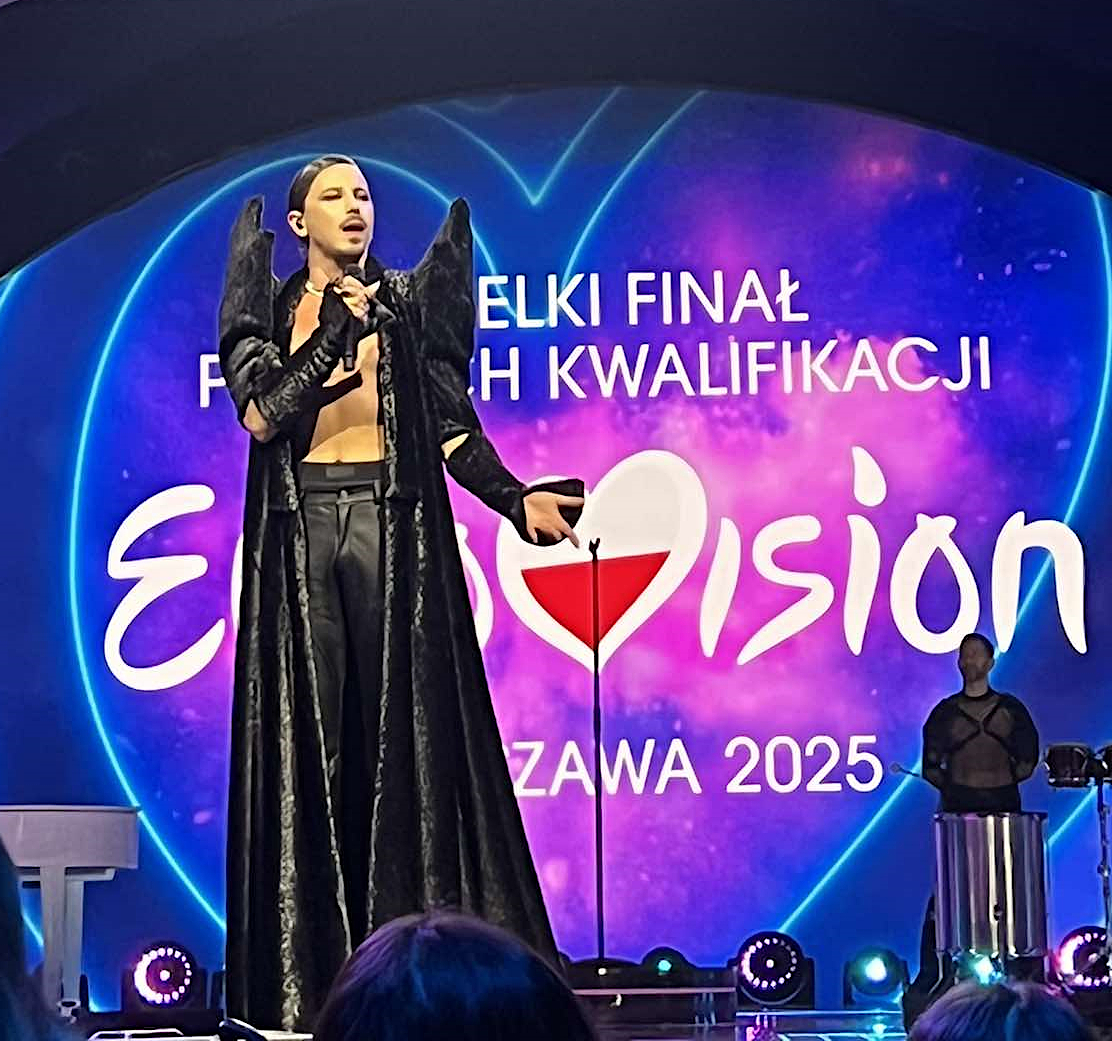
Szpak w programie Wielki Finał Polskich Kwalifikacji do Konkursu Piosenki Eurowizji 2025

W czerwcu 2021 wystąpił podczas koncertu „Najlepsi z Najlepszych” na Polsat SuperHit Festiwal 2021, wykonując m.in. premierowo singiel „Hiob”. W lipcu wyruszył w trzymiesięczną trasę koncertową Freedom. W sierpniu wykonał piosenkę Grzegorza Ciechowskiego „Nie pytaj o Polskę” podczas koncertu jubileuszowego TVN24 #Nasze20lecie na Top of the Top Sopot Festival 2021, wystąpił na koncercie Polsatu Earth Festival. Gwiazdy dla Czystej Polski i uświetnił galę wręczenia Medali Wolności Słowa, zorganizowaną w Gdańsku w ramach odchodów związanych z 41. rocznicą Porozumień Sierpniowych. W październiku ukazała się żałobna pieśń „Żegnam cię mój świecie wesoły”, którą nagrał z Matyldą Damiecką i zespołem Polskie Znaki w ramach tryptyku „O jak fałszywe wszystko” będącego nowoczesną odsłoną polskich pieśni ludowych i wystąpił jako gość muzyczny w finale dwunastej edycji programu Dancing with the Stars. Taniec z gwiazdami. W listopadzie odbyła się premiera filmu To musi być miłość, w którym pojawił się w epizodycznej roli. W filmie wykorzystano również jego utwór „Po niebo” z minialbumu XI. W grudniu wystąpił podczas koncertu Polsatu Sylwestrowa moc przebojów, wykonując m.in. premierowo singiel „Halo wodospad”. W lutym 2022 współprowadził relację zza kulis 23. gali „Bestsellery Empiku” i wydał singiel „Halo wodospad”, do którego nakręcił teledysk. Wiosną wziął udział w kampanii reklamowej szamponu Pantene. W czerwcu wydał singiel „24na7”, z którym w sierpniu wystąpił podczas Top of the Top Sopot Festival 2022 i został nagrodzony Bursztynowym Słowikiem. W tym samym miesiącu opublikował singiel „(mrok) Warszawianka” i wystąpił podczas koncertu „Gwiazdy dla Czystej Polski” na festiwalu „Earth Festival” emitowanym przez Polsat. Wiosną 2023 wziął udział w programie Prime Video LOL: Kto się śmieje ostatni. W maju wystąpił podczas koncertu „20 lat festiwali Polsatu w Sopocie” na Polsat SuperHit Festiwal 2023. W czerwcu wystąpił na koncercie telewizji Polsat „Pokolenia wolności. Koncert z okazji rocznicy I wolnych wyborów”. W sierpniu wystąpił na Top of the Top Sopot Festival, na którym m.in. wykonał premierowo singiel „Gaja”. W październiku opublikował teledysk do singla „We Need A Coco”. W listopadzie miał premierę jego trzeci album studyjny Nadwiślański mrok. W tym samym miesiącu wydał także singel „Smutek (a może mniej)” i odbył trasę koncertową „Love is Love Tour”. Wiosną 2024 był jednym z jurorów programu rozrywkowego TVN Czas na Show. Drag Me Out. W marcu tego samego roku wydał singiel „Bondage”, a jesienią powrócił jako trener do programu The Voice of Poland w TVP2. W grudniu wystąpił podczas sylwestrowego koncertu telewizji TVP2 „Sylwester z Dwójką”. W lutym 2025 współprowadził Wielki Finał Polskich Kwalifikacji do Konkursu Piosenki Eurowizji 2025, a także wystąpił z piosenkami „Bondage” i „Color of Your Life” przed ogłoszeniem wyników programu. Latem występował podczas trasy TVP2 Lato z Radiem i Telewizją Polską.

## Dyskografia
- Byle być sobą (2015)
- Dreamer (2018)
- Nadwiślański mrok (2023)

## Nagrody i nominacje
| Rok  | Konkurs                                                | Kategoria                                                                                  | Rezultat   |
| ---- | ------------------------------------------------------ | ------------------------------------------------------------------------------------------ | ---------- |
| 2013 | Festiwal Piosenki Rosyjskiej 2013                      | Rywalizacja o Złoty Samowar z utworem „Oczy czornyje”                                      | Wygrana    |
| 2015 | 52. KFPP w Opolu                                       | SuperPremiery („Jesteś bohaterem”)                                                         | Wygrana    |
| 2016 | Krajowe Eliminacje do Konkursu Piosenki Eurowizji 2016 | Udział w konkursie z utworem „Color of Your Life”                                          | Wygrana    |
| 2016 | Konkurs Piosenki Eurowizji 2016                        | Udział w finale konkursu z utworem „Color of Your Life”                                    | 8. miejsce |
| 2016 | Gwiazdy Plejady 2016                                   | Osobowość roku                                                                             | Wygrana    |
| 2016 | SuperJedynki 2016                                      | SuperArtysta                                                                               | Wygrana    |
| 2016 | 53. KFPP w Opolu                                       | Rywalizacja o Grand Prix Publiczności w konkursie Złote Opole z utworem „Jesteś bohaterem” | Wygrana    |
| 2016 | Eska Music Awards 2016                                 | eskaGO Award – Najlepszy artysta w sieci                                                   | Nominacja  |
| 2016 | Róże Gali 2016                                         | Online                                                                                     | Wygrana    |
| 2018 | Telekamery 2018                                        | Juror                                                                                      | Wygrana    |
| 2019 | Telekamery 2019                                        | Juror                                                                                      | Nominacja  |
| 2022 | Top of the Top Sopot Festival 2022                     | Bursztynowy Słowik                                                                         | Wygrana    |
| 2022 | 15-lecie magazynu „Party”                              | Hit 15-lecia („Color of Your Life”)                                                        | Wygrana    |
| 2023 | Gwiazdy Dobroczynności                                 | Ambasador społecznego zaangażowania                                                        | Wygrana    |
| 2024 | Gwiazdy Party                                          | Artysta roku                                                                               | Wygrana    |
| 2024 | Pudelek Pink Party                                     | Zaangażowanie społeczne                                                                    | Nominacja  |
| 2025 | Osobowości i Sukcesy Roku                              | Wybitna Osobowość Polskiej Muzyki Roku 2025                                                | Wygrana    |